# Svensk Musiktidning
Svensk Musiktidning var en tidskrift som utgavs åren 1880 till 1913. 

## Redaktioner och ägarförhållanden
Den startades i januari 1880 i Stockholm av Alfred Lundgren under titeln Necken: Svensk musiktidning. Vid följande årsskifte överläts den till musikfirman Huss & Beer, som fortsatte utgivningen, fast nu under titeln Svensk Musiktidning och med Adolf Lindgren och Fredrik Vult von Steijern som redaktörer. Den senare avgick efter ett halvår, varefter Lindgren redigerade tidningen till 1884, det sista året tillsammans med Frans J. Huss. Denne var från 1885 ensam redaktör intill sin död 1912. Därefter utgavs tidskriften av Gunnar Norlén i Uppsala under tiden september 1912 till maj 1913, varefter den upphörde.

## Innehåll
Svensk Musiktidning utkom i regel med 20 nummer per år och redogjorde för musiklivet i Stockholm med fortlöpande förteckningar över och kortfattad kritik av Kungliga Operans, operetteatrarnas och konsertsalarnas verksamhet där samt notiser om övriga musiktilldragelser i in- och utlandet. I varje nummer fanns dessutom biografier och porträtt av svenska och utländska tonkonstnärer, vidare populära artiklar i musikteori samt dess estetik och historia, kåserier och korrespondenser samt notbilagor. Tidningens årgångar blev därmed värdefulla som en pålitlig uppslagsbok.
Svensk Musiktidning har i sin helhet digitaliserats.